# Arize
Arize – rzeka we Francji, przepływająca przez tereny departamentów Górna Garonna oraz Ariège, o długości 83,8 km. Wypływa z Pirenejów. Stanowi prawy dopływ rzeki Garonny.